# Cavendishia neblinae
Cavendishia neblinae är en ljungväxtart som beskrevs av B. Maguire, J.A. Steyermark och J.L.Luteyn. Cavendishia neblinae ingår i släktet Cavendishia och familjen ljungväxter. Inga underarter finns listade i Catalogue of Life.